# 六本木オフィス
六本木オフィス（ろっぽんぎオフィス）は、日本の芸能プロダクション。

## 沿革
主に演歌歌手、時代劇俳優らが所属していた。
1970年代から1980年代にかけては時代劇を中心とした制作協力をも行っていた。
1990年に入って以降、所属タレントの幅を広げ顔ぶれは多様なジャンルに及んでいた。
社名にある六本木とは創業時に事務所を六本木に所在していたために名づけられた。現在は六本木から移転しているが社名はそのまま使っている。
かつて所属していた浅香唯が独立するときに「浅香唯」という芸名使用に関して訴訟問題になった。

## 会社概要
- 正式商号：株式会社　六本木オフィス

### 会社役員
- 代表取締役社長：永沼一郎
- 代表取締役専務：川合敏雄

### 所属団体
- 日本音楽事業者協会

## 所属タレント
- 木村栄
- 藤井裕士
- 岩城茉里
- 谷口美紀
- 野中二郎
- チョー・ヨンピル（業務提携）
- 浅香唯（業務提携）

### かつて所属していたタレント
- 里見浩太朗
- 三田明
- 松尾和子
- 亀石征一郎
- 八代亜紀
- 香山まり子
- 吉沢京子
- 竹井みどり
- 若原一郎
- 若原瞳
- 三浦浩一
- 岩崎良美
- 山本百合子
- 石原圭子
- 小椋幸子
- 新井薫子
- 小野さとる
- 露木由美
- 駒村多恵
- 穂積隆信
- 星野由妃
- まさととかおる
- 五代マリ

## 制作協力・番組
- 大江戸捜査網（第3シリーズのみ製作協力）
- 長七郎天下ご免!（制作協力）
- 松平右近事件帳シリーズ
  - 松平右近事件帳（制作）
  - 新・松平右近（製作）
- 日本テレビ火曜8時枠時代劇
  - 長七郎江戸日記（第1シリーズは制作、第2シリーズは協力）
  - 八百八町夢日記（第1シリーズのみ協力）
- 年末時代劇スペシャル
  - 忠臣蔵（制作協力）
  - 田原坂（制作協力）

## 関連会社
- 株式会社 六本木企画
- 有限会社 六本木音楽出版社